# San Benito
San Benito là một khu tự quản thuộc tỉnh Santander, Colombia. Thủ phủ của khu tự quản San Benito đóng tại San Benito Khu tự quản San Benito có diện tích 67 ki lô mét vuông. Đến thời điểm ngày 28 tháng 5 năm 2005, khu tự quản San Benito có dân số 3404 người.